# Pierre Adolphe Valette
Pierre Adolphe Valette (Sant-Etiève, França, 1876 - Blacé, França, 1942) fou un pintor impressionista francès. Les seves obres més aclamades són els paisatges urbans de Manchester, ara en la col·lecció de la Manchester Art Gallery. Avui dia és recordat principalment per haver sigut el tutor de Laurence Stephen Lowry. Les pintures de Valette són impressionistes, un estil que s'adaptava a la boirina humida de Manchester. La Manchester Art Gallery té una sala dedicada a ell, en la qual l'espectador pot comparar alguns dels seus quadres amb alguns de Lowry, i jutjar en quina mesura l'estil propi de Lowry va ser influenciat per ell i per l'impressionisme francès en general. El museu The Lowry va acollir una exposició de prop d'un centenar d'obres de Valette juntament amb les obres del seu deixeble L. S. Lowry, entre octubre de 2011 i gener de 2012. Incloïa pintures de Manchester de la Manchester Art Gallery i préstecs de particulars.
Valette estudiar a l'École Municipale de Beaux-Arts et des Arts Décoratifs a Bordeus. Valette va arribar a Anglaterra per raons desconegudes el 1904 i va estudiar al Birbeck Institute (ara forma part de la Universitat de Londres). El 1905 va viatjar al nord-oest d'Anglaterra, on va dissenyar targetes de felicitació i calendaris per a una empresa d'impressió a Manchester. Va assistir a classes nocturnes a l'Escola Municipal d'Art de Manchester i el 1907 va ser convidat a formar part del personal com a professor. L'estil d'ensenyament del francès, pintura per demostració, era nou al Regne Unit.
Lowry va expressar gran admiració per Valette, qui li va ensenyar noves tècniques i li va mostrar el potencial del paisatge urbà com a subjecte. Ell el va anomenar «un veritable mestre ... un professor dedicat». Lowry va afegir: «No puc sobreestimar l'efecte que ha causat en mi en entrar en aquesta ciutat grisa d'Adolphe Valette, ple d'impressionistes francesos, conscients de tot el que estava succeint a París».
El 1920, Valette va renunciar al lloc a causa de la mala salut. Es va quedar a Lancashire durant vuit anys més, es va dedicar a l'ensenyament privat i la pintura a Manchester i Bolton. El 1928 va tornar a París, i posteriorment es va traslladar a Blacé, on va morir el 1942.